# Alexander Makowsky
Alexander Makowsky, o Alejandro Macowsky, (1833-1908), fue un geólogo y botánico checo, además fue profesor del Instituto técnico de Brno, y conservador de Historia natural.
Así como Mendel estaba claramente interesado en la evolución biológica, y con sus experimentos considerados muy relevantes para la comprensión de evolución; y en el momento que escribió su trabajo, el "El origen de las especies ya era bien conocido y la evolución a través de la selección natural un tema muy popular de debate en las sociedades científicas. Alexander Makowsky, que era estudiante en la misma escuela y fue de Mendel uno de sus amigos más cercanos, presentó una conferencia donde fue tratada favorablemente la teoría de Darwin sobre la selección natural en la Sociedad de Historia Natural de Brunn el mes antes que Mendel presentara las primeras dos entregas de su artículo a la Sociedad (Makowsky, 1866).
Makowky, G. (1866). Uber Darwins Theorie der organischen Schopfung. Verhandlungen des naturforschenden Vereines in Brunn (Sitzungs-Berichte) 4: 10–18.
Gavin de Beer en su trabajo Mendel, Darwin, and Fisher: Addendum, Notes and Records of the Royal Society of London, Vol. 21, n.º 1 (junio de 1966), pp. 64-71 comenta: que fue Alexander Macowsky quien realiza la lectura de los escritos de Darwin en Brno y sugiere que pudo ser Mendel quien hace la introducción del trabajo de Darwin.
Sander Gliboff de la Johns Hopkins University en su trabajo titulado: Gregor Mendel and the laws of evolution. History of Science, Volumen 37 (1999): 217-235 nos comenta:

Mendel respecto a la biogeografía se ilustra por su contribución en un curioso libro en 1863 Die Flora Brünner des Kreises (La flora de la región de Brno). El autor principal del libro fue Alexander Makowsky, un colega de Mendel en Brno, miembro fundador de la Sociedad de Naturalistas de Brno con Mendel. Como el título sugiere, no es mera lista de especies de plantas, sino una contribución científica a la botánica, siguiendo los principios de la biogeografía de plantas

.
Proporcionó las tablas de las especies por grupo taxonómico de la localidad y relaciona estos datos a la geología y el clima de la región. El libro es largo y no fue redescubierto hasta la década de 1960. Incluso entonces, apenas se tomó nota de que, debido a que había sido reunido de material reimpreso por los historiadores de artículos de revistas. Se trata como un ejemplo más de Mendel en la recolección de datos meteorológicos.
Sin embargo, hay más información que se desprende de los artículos originales. El libro de Makowsky-Mendel indica, en primer lugar, que había suficiente interés en la biogeografía local para justificar la reanudación de la impresión; y en segundo lugar, que los trabajos de Mendel sobre meteorología no debe verse como un ejercicio de Botánica. Ambos campos de investigación son componentes integrales de biogeografía.
El interés en este tipo de estudios biogeográficos en el Imperio Austríaco comienza a principios de los años 1850. A raíz de las revoluciones de 1848, Austria promulgó reformas en la ciencia y la educación. En el marco del Ministro de Educación, Leo Thun, de la Universidad de Viena comenzó a hacer hincapié en la investigación y para contratar investigadores permanentes como Franz Unger. Nuevos laboratorios y centros de investigación fueron construidos, entre ellos un Centralanstalt für Meteorologie und Erdmagnetismus (el Instituto Central de Meteorología y geomagnetismo). En estrecha cooperación con la Kaiserliche Academie der Wissenschaften (Academia Imperial de Ciencias), que tiene por objeto establecer una red de estaciones meteorológicas en todo el Imperio y coordinar su recolección de datos. Su primer director, Karl Kreil, un geofísico de Praga, dio esperanzas al utilizar las conexiones telegráficas para la expedición oportuna de los reportes sobre el clima. Mendel contribuyó con lecturas meteorológicas en su monasterio de Brno en 1857, y algunos de sus artículos y cartas que sobrevivieron, muestran que utilizó su influencia como abad en la ciencia y en los expertos locales para promover la presentación de informes climáticos por telégrafo óptico o de señalización. 39.
La Academia de Ciencias hacía otros usos de los datos meteorológicos, además de la predicción meteorológica. Sus procedimientos de la década de 1850 muestran un considerable interés en la coordinación meteorológica, geológica, botánica y de datos, tanto para la propósitos prácticos para documentar al Imperio de los recursos naturales, y para responder cuestiones teóricas. Franz Unger, junto con el botánico Eduard Fenzl y el biogeografo Karl Fritsch, esbozó un amplio programa de multidisciplinario de investigación en 1850 que prometió a descubrir las leyes de la biogeografía.

## La cita de Hugo Iltis
A. Macowsky es quien cita Hugo Iltis (llamado el biógrafo de Mendel) en el prólogo de su libro titulado Life of Mendel (Vida de Mendel), describe en su libro, que este envió con seguridad ejemplares de Pernambuco, Brasil a Gregorio Mendel en la década de 1860, aproximadamente. Los ejemplares enviados a Mendel son del género Trigona linneata. Meliponini. En el prólogo de la edición en inglés de 1924, el mismo Hugo Iltis lo cita al profesor A. Macowsky como fallecido con el símbolo de la cruz a posteriori de su nombre.
El director de la Sociedad de Apicultura de Brünnen (Brno) Ziwansky proveyó diferentes razas de abejas de la especie Apis mellifera: italianas (Apis mellifera ligustica), carniolas (Apis mellifera carnica), egipcias (Apis mellifera lamarckii) y chipriotas (Apis mellifera cypria), que los apicultores locales reproducían. Las chipriotas fueron obtenidas directamente de Chipre por Count Kolowrat.
Una de las abejas con diferencias de colores fueron obtenidas de Pernambuco (Brasil), incluyendo algunos especímenes de Sudamérica. Estos fueron enviados por el Profesor Macowsky a Mendel y eran abejas de la especie Trigona lineata, melipónidos o abejas sin aguijón criadas durante dos años sucesivos.
(1): Esta especie es conocida actualmente como Trigona (Paratrigona) lineata o Paratrigona lineata
En una conferencia en febrero de 1865, en Jahres, con 40 oyentes, entre quienes todas las personalidades cabidas de Mendel eran botánicos del mejor círculo del colega se da la impresión sobre la teoría de Darwin. En la reunión precedente había hablado sobre la nueva teoría de Darwin, cuya filosofía consistía en la variabilidad de las especies.

## Algunas publicaciones
- ----. 1866. Uber Darwins Theorie der organischen Schopfung. Verhandlungen des naturforschenden Vereines in Brunn (Sitzungs-Berichte) 4: 10–18

### Libros
- Alexander Makowsky. 1863. Die Flora des Brünner Kreises: Nach pflanzengeographischen Principien. Mit einer meteorologischen Tabelle von Prof. G. Mendel. (Alexander Makowsky, Naturforschender Verein, Brünn, Naturforschender Verein in Brünn, Gregor Mendel). (Olmütz, 1863). Publicado por G. Gastl, 171 pp. en Google (enlace roto disponible en Internet Archive; véase el historial, la primera versión y la última).
- ----. 1877. Geologischer Führer für die Umgebung von Brünn. Publicado por Alexander Makowsky. en Google (enlace roto disponible en Internet Archive; véase el historial, la primera versión y la última).
- ----. 1908. Die brionischen Inseln. Eine naturhistorische Skizze mit eine Karte. en Google (enlace roto disponible en Internet Archive; véase el historial, la primera versión y la última).
- ----. 1888. Der Loess von Brünn und seine Einschlüsse an diluvialen Thieren und Menschen. 40 pp. en Google
- ----. 1908. Die brionischen Inseln. Publicado por Burkart. 32 pp. en Google (enlace roto disponible en Internet Archive; véase el historial, la primera versión y la última).
- ----. 1888. Bericht über den Meteoritenfall bei Tieschitz in Mähren. Publicado por K.K. Hof und Staatsdruckerei. 16 pp. en Google (enlace roto disponible en Internet Archive; véase el historial, la primera versión y la última).
- ----. 1892. Der Diluviale Mensch in Löss von Brünn. en Google (enlace roto disponible en Internet Archive; véase el historial, la primera versión y la última).

- La abreviatura «Makowsky» se emplea para indicar a Alexander Makowsky como autoridad en la descripción y clasificación científica de los vegetales.[1]